# Stelnica
Stelnica es una comuna ubicada en el distrito de Ialomița, Rumania.

## Superficie
Cuenta con una superficie de 135,0 kilómetros cuadrados.

## Demografía
Hasta 2021 la población era de 1649 habitantes, con una densidad de población de 12,21 habitantes por kilómetro cuadrado.